# Karangsari (Kutowinangun)
Karangsari is een bestuurslaag in het regentschap Kebumen van de provincie Midden-Java, Indonesië. Karangsari telt 2273 inwoners (volkstelling 2010).